# رترکتور فیناچیتو

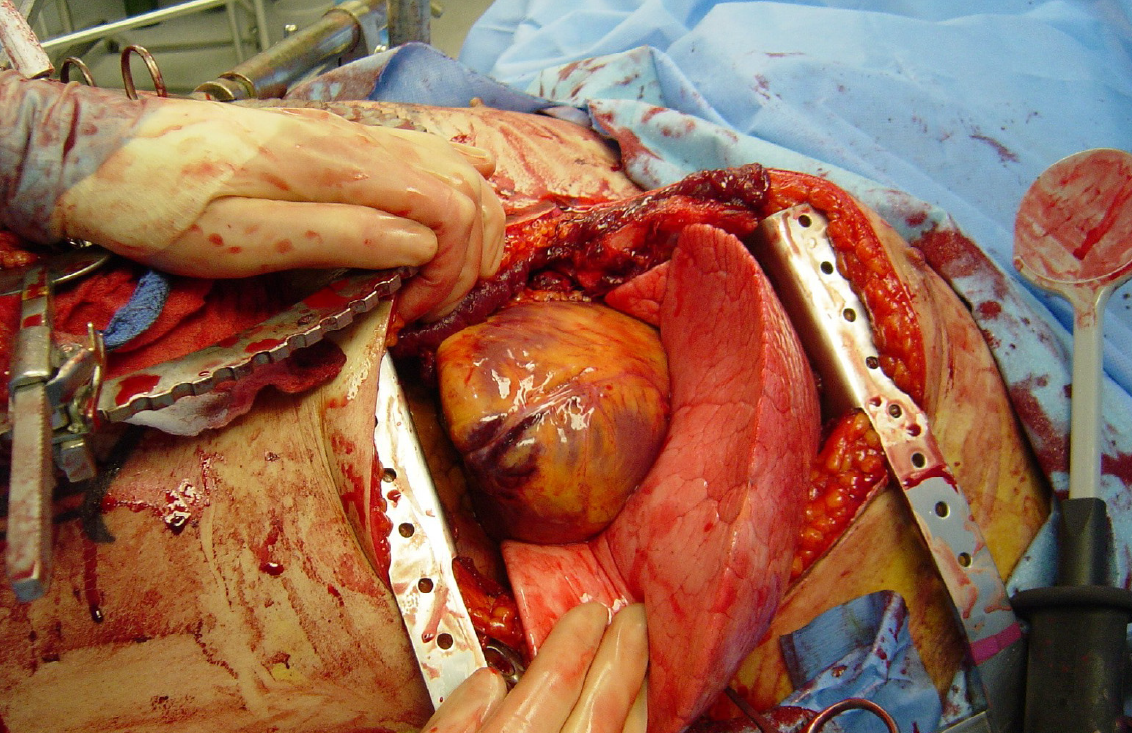
تصویر نشانگر کاربرد رترکتور فیناچیتو در اکسپوز ناحیه عمل می‌باشد.

رترکتور فیناچیتو (به انگلیسی: Finochietto retractor) جهت باز کردن دنده‌ها و استرنوم، در اعمال مربوط به توراکس (جراحی قلب و سینه) کاربرد دارد.